# MegaGlest
《MegaGlest》是一款融合中世紀、科技和魔法的3D奇幻世界，開源遊戲的即時戰略（RTS）遊戲，它最初是由2004年的一個遊戲《Glest》，積極開發的分支修改版。，該遊戲目前處於停止開發的階段。 
《MegaGlest》的主要目標是重新設計原始《Glest》引擎的網絡功能，以提供更豐富的網絡遊戲體驗，並且附加了許多《Glest》所沒有的功能。

## 玩法

### 陣營
除了原先《Glest》的Magitech陣營外，《MegaGlest》另外還新增了Magapack的陣營。
- 科技 － 除了有中世紀的農民、士兵、弓箭手、盔甲士兵和騎士外，另外還有機甲師、攻城投石車、弩砲台、機器人、飛行器和氣球艇等等。
- 魔法 － 這個陣營有起始者、召喚師、龍騎士、戰鬥法師、大法師、惡魔、幽靈盔甲、龍、惡魔龍和牛頭人等等。

### 模組特性
- XML定義 － 任何單位、建築、資源、升級、陣營都有一個獨立XML文件定義。任何單位的屬性和命令也是。所以修改十分簡單，模組（MOD）可以輕易製作。
- G3D模型 － Glest使用自己的G3D文件格式，無論是單位模型還是動畫。模型可以由3ds Max或Blender輸出得到。
- 地圖編輯器 － 使用簡單，開放。